# Праздник у Вержинека
«Праздник у Вержинека» (пол. Uczta u Wierzynka ) — картина польского художника Яна Матейко на исторический сюжет, созданная в 1877 году. Хранится в частной коллекции.
Матейко изобразил участников краковского съезда монархов, прошедшего в 1364 году. Король Польши Казимир III, император Священной Римской империи Карл IV, король Венгрии Лайош Великий, датский король Вальдемар IV Аттердаг, король Кипра Пьер I входят в дом богатого краковского горожанина Миколая Вержинека, где всё готово к пиру.